# 蓮池潭

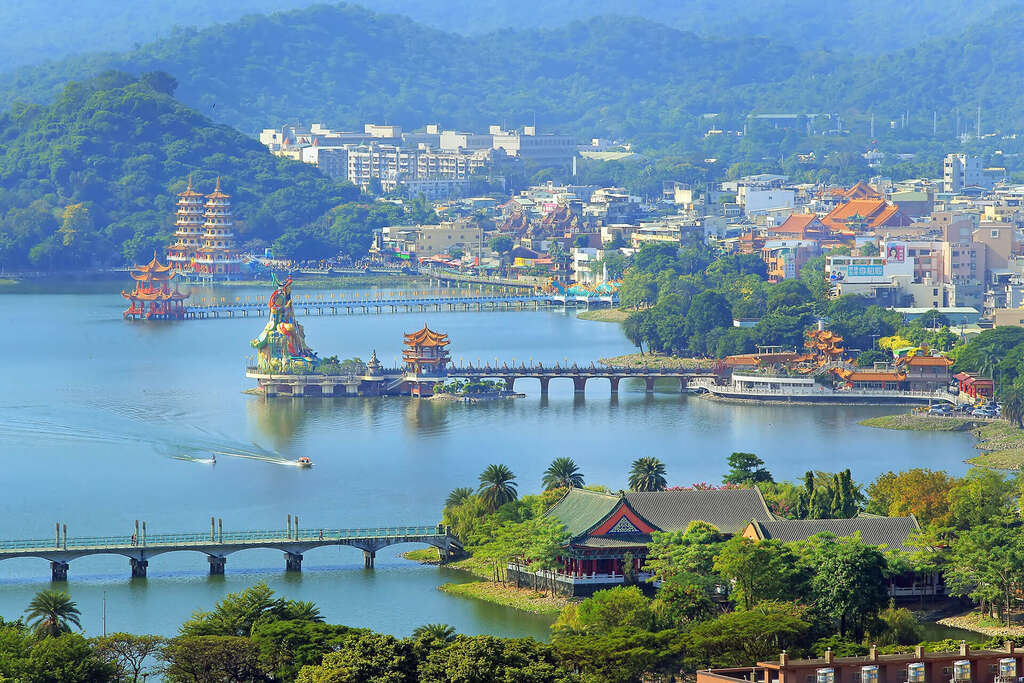
蓮池潭湖畔廟宇眾多，知名者如龍虎塔、春秋閣

蓮池潭，舊稱蓮花潭、蓮潭埤等，是位處臺灣高雄市半屏山之南，龜山之北的半人工湖，也是高雄市左營區區內最大的湖泊，潭面面積約42公頃，源於高屏溪。
1686年鳳山縣知縣楊芳聲建文廟時， 以蓮池潭為泮池，在池中栽植蓮花點綴。每值炎夏，蓮花盛開，清香四溢，乃有「蓮池潭」之名，而「泮水荷香」列為鳳山八景之一。清朝康熙四十四年（1705年），鳳山知縣宋永清再對蓮池潭濬修。現因湖畔半屏山特殊造型與龍虎塔遠近倒映水中，而以蓮潭夕照聞名。道光二十二年（1842年），當時的知縣曹瑾與鄉紳鄭蘭等人，對蓮池潭在加以擴建，並開闢圳路引潭水灌溉四周的農田千餘甲，使興隆里成為豐衣足食的富裕之城。
鳳山縣志載：
|  | 蓮池潭，在縣城興隆里北門外，潭修日廣，荷花滿沼，香聞數里，今為文廟泮池。 |

《鳳山縣采訪冊》則記載：
|  | 蓮花潭，舊志作蓮池潭，俗稱蓮陂潭，在興隆里，縣西北十五里，周十里許，中有活泉，為聖廟泮池；每逢荷花盛開，香聞數里，昔人目為八景之一。 |

蓮花潭西岸廟宇林立，500公尺內擁有20餘座寺廟，由北而南的景點分別有孔廟、天府宮、元帝廟、啟明堂、春秋閣、慈濟宮、清水宮、護安寺、如意白龍庵、順天宮、五里亭、龍虎塔等。
而在2009年世界運動會，蓮池潭被獲選為此次世運23個比賽場館之一，因此在2008年起進行拷潭工程和周邊美化工程，將會進行輕艇水球、滑水和龍舟比賽。
並於2017年8月20日於蓮池潭北側孔子廟泮宮廣場，舉辦 2017蓮池潭泳裝水槍路跑（奔水節系列活動）。

## 景緻變化

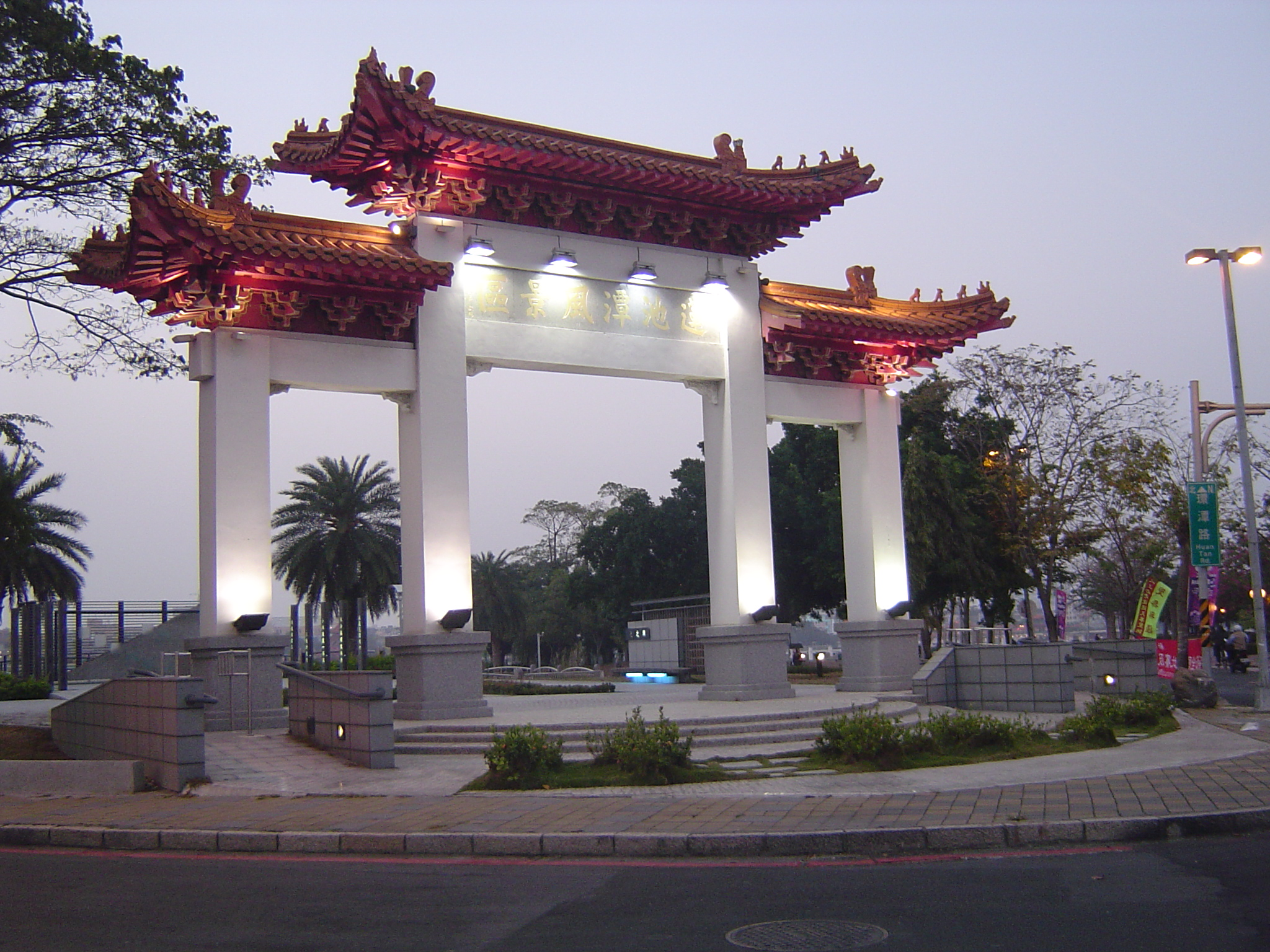
蓮池潭風景區牌樓

早期的蓮池潭，是由文廟、龜山、半屏山、菱荷與垂柳所組成，之後陸續興建春秋閣、五里亭、龍虎塔、北極亭北極玄天上帝聳立於潭中；潭面北側尚有宏偉的高雄孔廟與萬年公園，南側有鳳山縣舊城殘垣點綴著。這些景觀，與環潭十二座香煙繚繞的廟宇相互輝映，潭面東側是蓮池潭入口的巨大牌樓，與中西合璧的高雄市風景區管理所。
日治時期的蓮池潭老照片仍可以看出當時優異的自然景觀，民國40年代、60年代以及80年代時先後蓋了東南帝闕樂善社啟明堂春秋閣、城邑慈濟宮龍虎塔和左營元帝廟北極亭，增加了人工景點，成為高雄市最著名的景點之一。
2004年起，高雄市政府建設局在環潭路陸續設置光之潭等親水設施，使蓮池潭的夜色更加光彩。近年來左營地區廟宇的慶典活動萬年季便在此地舉辦，使得每年十月的蓮池潭充滿了民俗節慶、宗教文化的歡樂氣息，更因此帶動了地方觀光的人潮。

## 潭畔及附近廟宇

### 孔廟

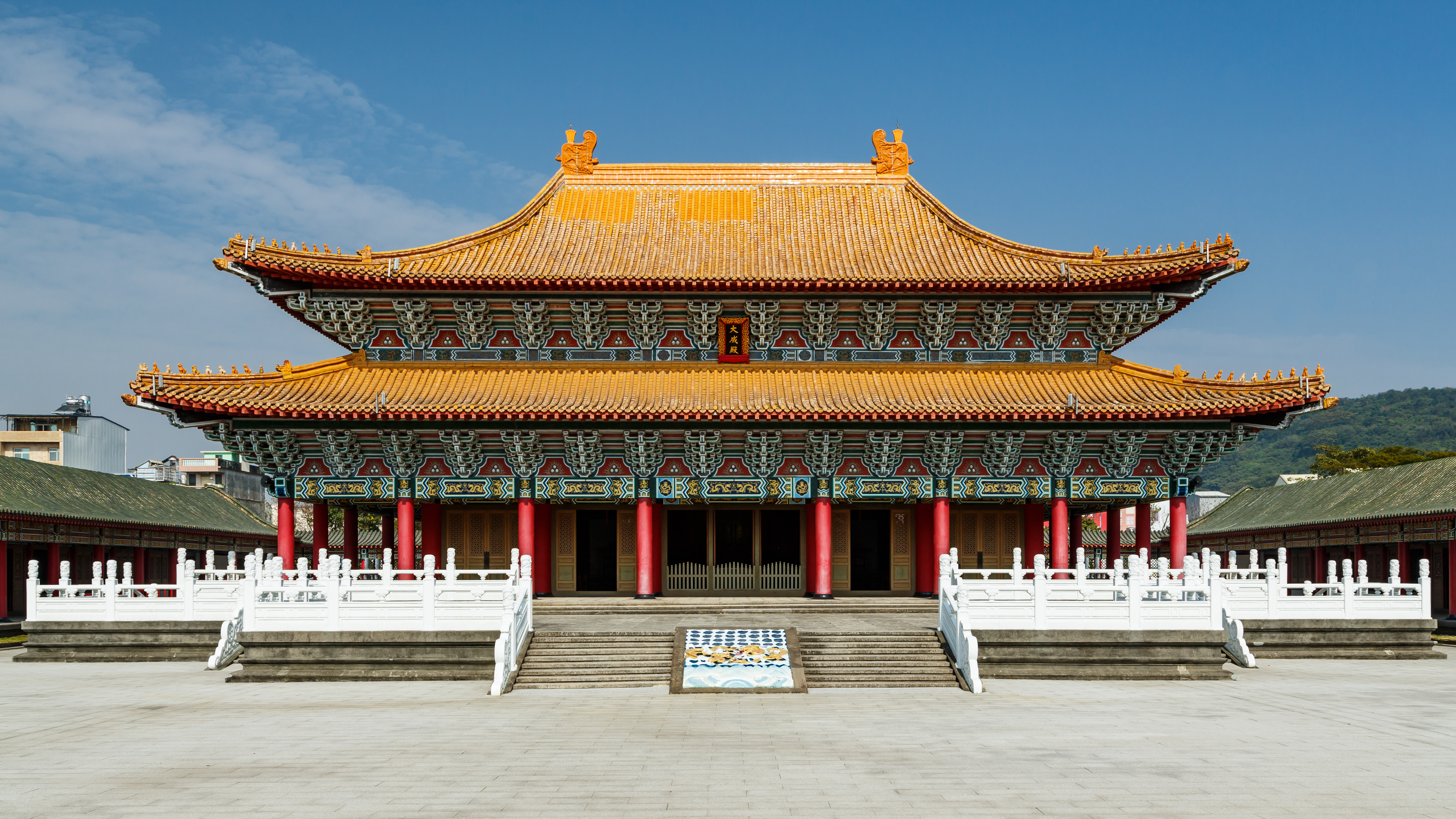
高雄孔廟大成殿

舊孔廟原建於西元1684年，清朝時曾經大興整建，整個學宮的周長達122丈，規模完整，但由於日治時期缺乏維護，目前只保存了崇聖祠，位於蓮池潭西側舊城國小內。
新的孔廟位於蓮池潭西北隅，為1977年重修遷建完成，位於蓮池潭北岸，半屏山之陽。格式仿照宋代孔廟樣式及山東曲阜孔廟配置圖，其大成殿則仿北京故宮太和殿規制，崇基重檐，黃瓦覆頂，墨礎立地，朱柱門窗，白石欄杆，具夏商周三代色尚與文化，面積之大為全臺第一。其祭孔典禮仍遵循古八佾舞的傳統。

### 鳳邑舊城城隍廟

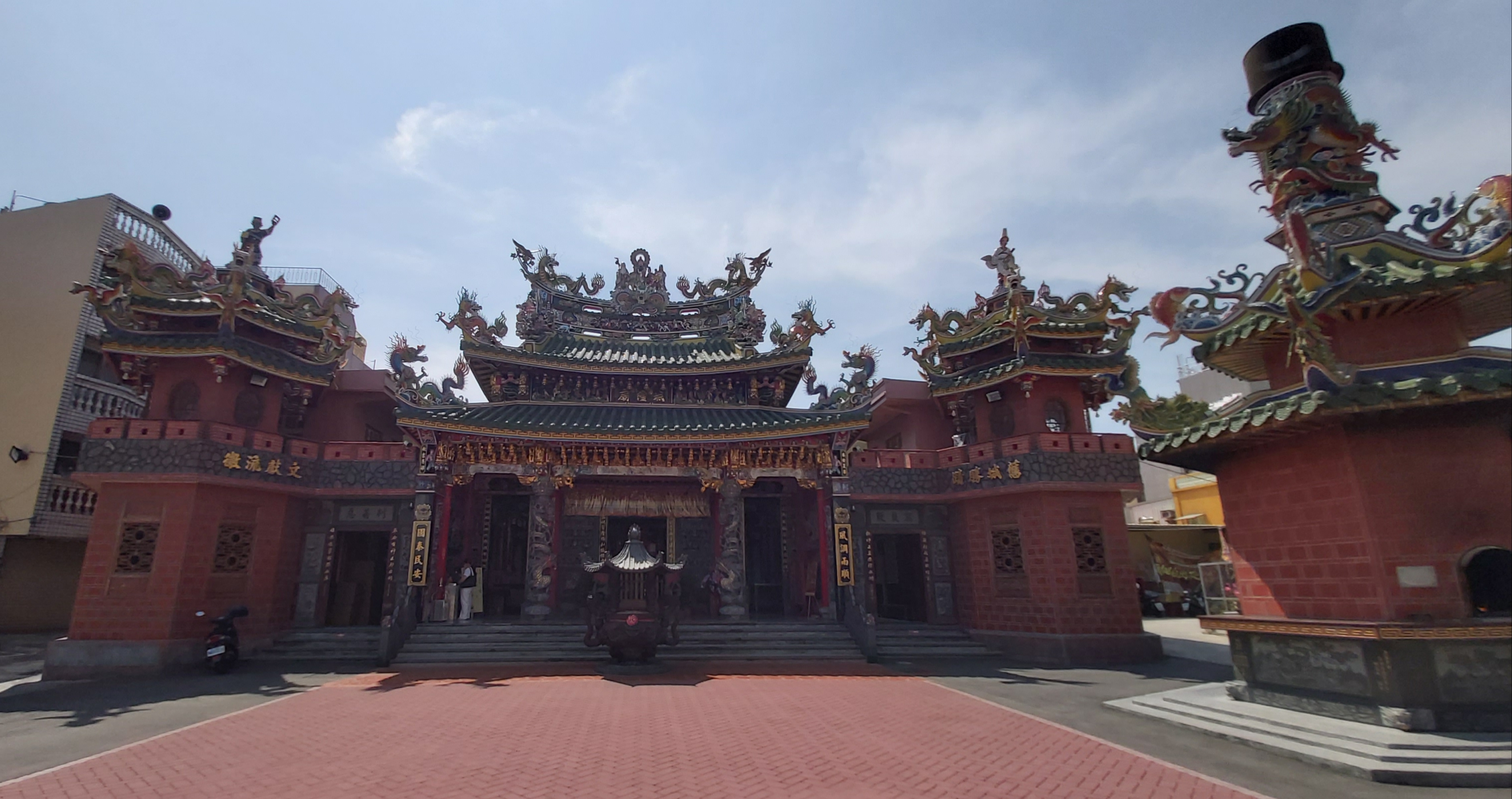
鳳邑舊城城隍廟

舊城城隍廟於清康熙四十三年（1704年）。主祀城隍爺。鳳山縣治設於此時，居民及在北門外搭設草寮祭祀城隍，也是舊城城隍廟最早的雛形。當初即為舊城地區與貿易之門戶，當時的埤仔頭街是人聲鼎沸，信徒即在廟前穿梭，成為唐山與鳳邑舊城重要來往門戶。歷經林爽文事變、遷縣治於鳳山、日本人的毀壞、政府播遷來台、難民的破壞，以及多次重修與重建。城隍廟的歷史，就是南台灣兩百多年來幾經風浪的縮影，廟中每一塊牌匾、每一尊神像，似乎都像是靜靜地訴說先民的腳步。
舊城城隍爺每四年一次出巡興隆內外里十三處角頭，至今仍為左營廟會中重要活動項目之一。

### 左營元帝廟

北極亭北極玄天上帝塑像

#### 北極亭
供奉北極玄天上帝，立在蓮池潭岸邊，為左營元帝廟與左營豐穀宮所有，號稱是東南亞最高水上神像，相傳乃是奉玄天上帝降旨乩童所建。廟宇高72公尺，為水泥灌漿塑製，手執的七星寶劍長38.5公尺，也被稱為天下第一劍。
入口處以峰壑及噴泉造景襯托，以拱橋連接神像，而祭祀道場及寺廟辦公室就在神像座下。
此亭為元帝廟豐穀宮所有。於1982年玉皇上帝旨賜要將黑令旗插至潭內中央於每年的三月初三。於1995年興建完工，成為蓮池潭第三隻景觀。此亭供奉北極玄天上帝，北極玄天上帝的神像站立在蓮池潭岸邊，號稱「東南亞最高水上神像」；高72公尺，其手持之七星寶劍，堪稱世界第一劍。兩旁各站有四大天王風、調、雨、順及左右護法。這些官將接用青斗石材雕刻而成，為全台子民祈福及守護人民。北極亭內以拱橋銜接神像，而神座底下就是祭祀道場及寺廟辦公室。

### 城邑慈濟宮

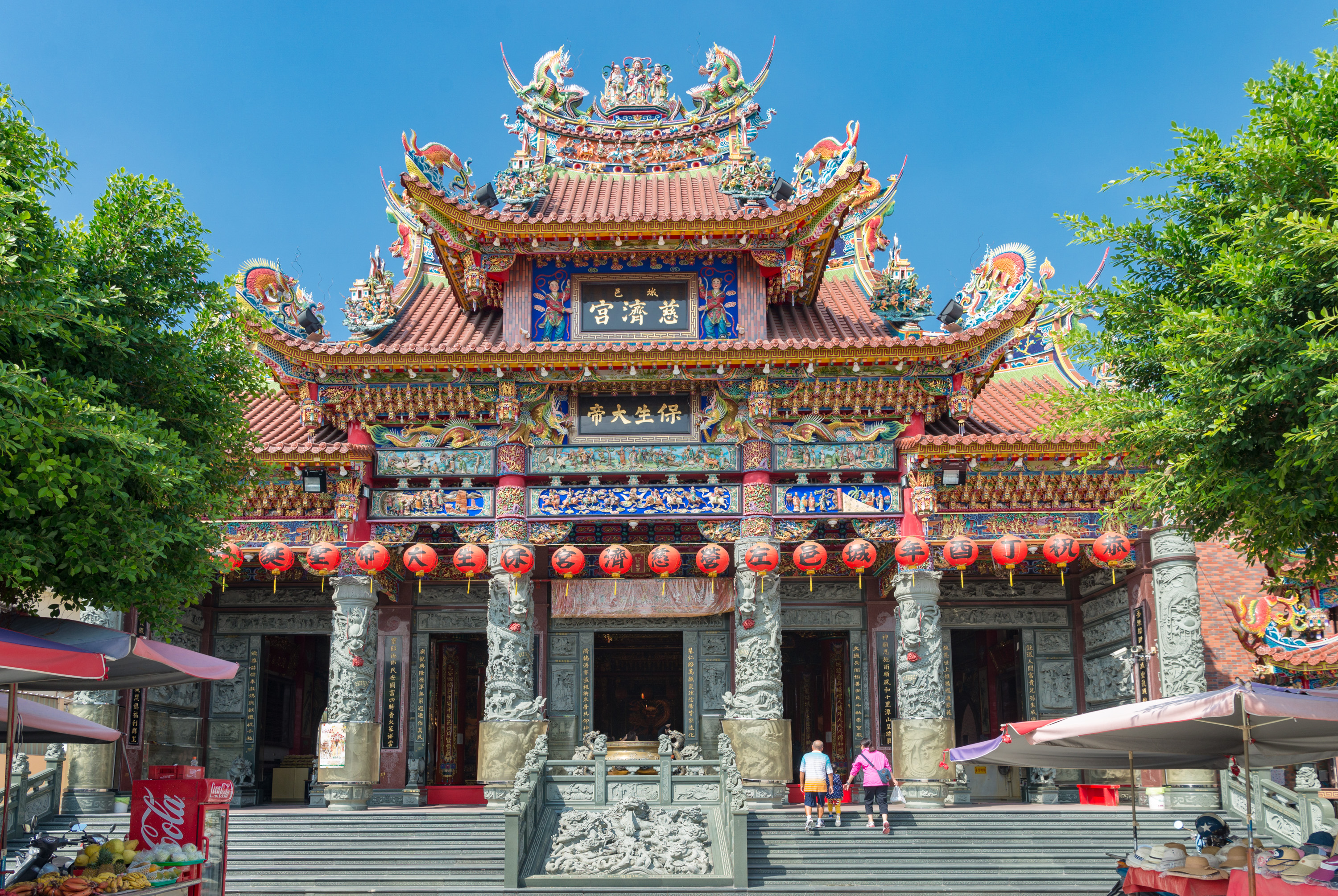
慈濟宮

主祀保生大帝，每年中元節普渡，家家戶戶以蕹菜把掛在門外致祭，神前桌頂則置蕹菜把、五牲粿、水果等供品，以為祭祀，這種供奉蕹菜把之祭典，至今仍盛傳於民間。民國49年重建慈濟宮，並迎奉保生大帝、虎爺諸神，至今香火鼎盛，成為當地居民守護神。民國63年間，保生大帝降旨指示建造龍虎塔，自龍虎塔建造完成推出後，左營龍虎塔就成最著名的地標之一。

#### 龍虎塔

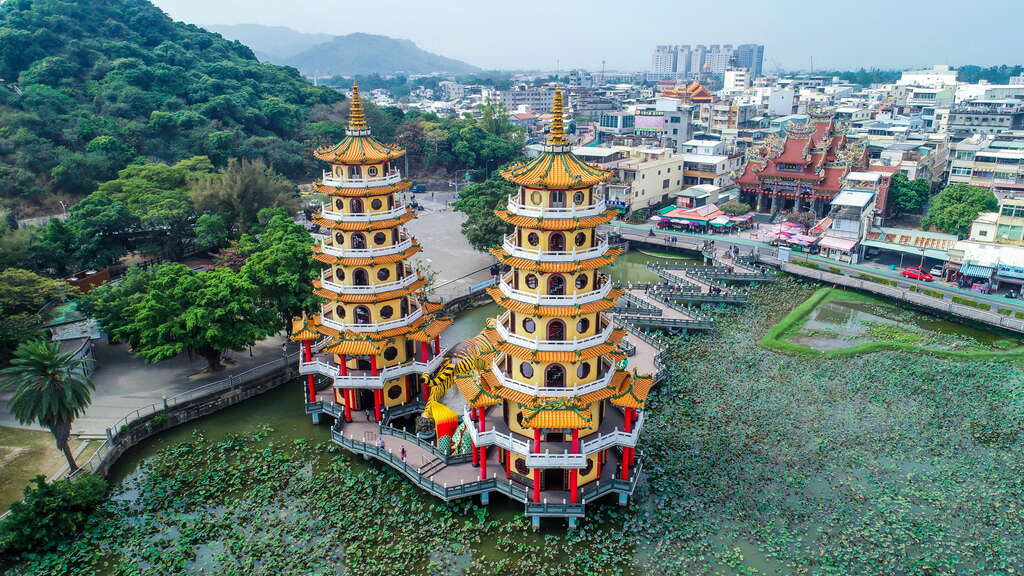
城邑左營慈濟宮附設龍虎塔

塔高七層，潭水上立有龍虎兩孿生閣樓，樓前各有龍虎塑像，遊客可以身為道，由龍口進，虎口出，取其吉祥之意。塔身與岸邊有九曲橋銜接，與潭面相互對應。龍塔內畫有二十四孝圖和十殿閻王圖，虎塔則畫有孔子七十二門生及保生大帝三十六宮將圖。另傳，龍虎塔是在民國六十三年（1974年）奉保生大帝意旨，興建於蓮潭畔，當時興建急促，根據廟方表示，完工不久，即遇上造成數十年來南部地區最重大災害－1977年7月24日賽洛馬颱風，龍虎塔遂成為避難所。

### 啟明堂

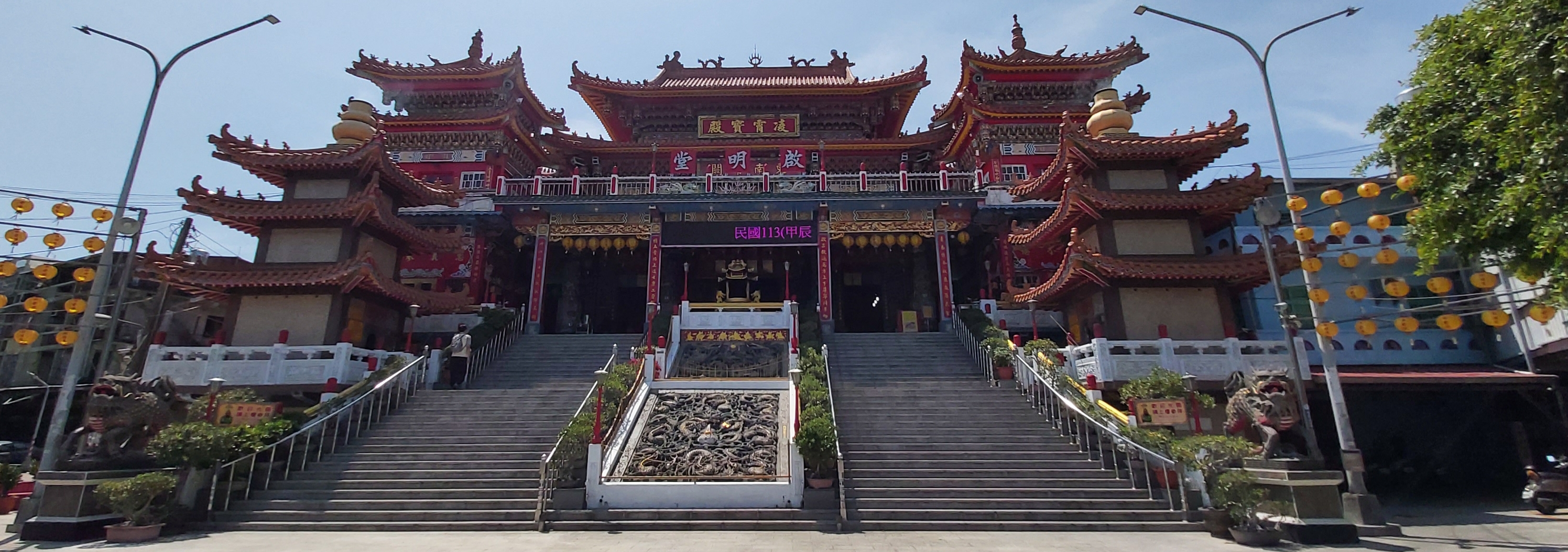
啟明堂

位於左營蓮池潭西南畔，潭中有為台灣八大景點之一的春秋御閣；亦有九曲橋銜接五里亭，又有騎龍觀音大士及善財童子與龍女，宛如人間仙境。而東南地闕雄偉豎立，如帝王般君臨天下。於1906立廟「明德堂」，供奉「五公菩薩」，1903年更名為「啟明堂」，主祀武聖關帝聖君。
啟明堂為儒道釋三教合一之儒宗神教，供奉三教聖人，於1926年成立「樂善社」，慈善救濟。
1953年「春秋御閣」完工；1973年拆除重建啟明堂平房，期間因諸位善信樂捐，於1976年順利完成重建「東南地闕樂善社啟明堂」。於1976年興建五里亭為送神儀站，於1978年完工。

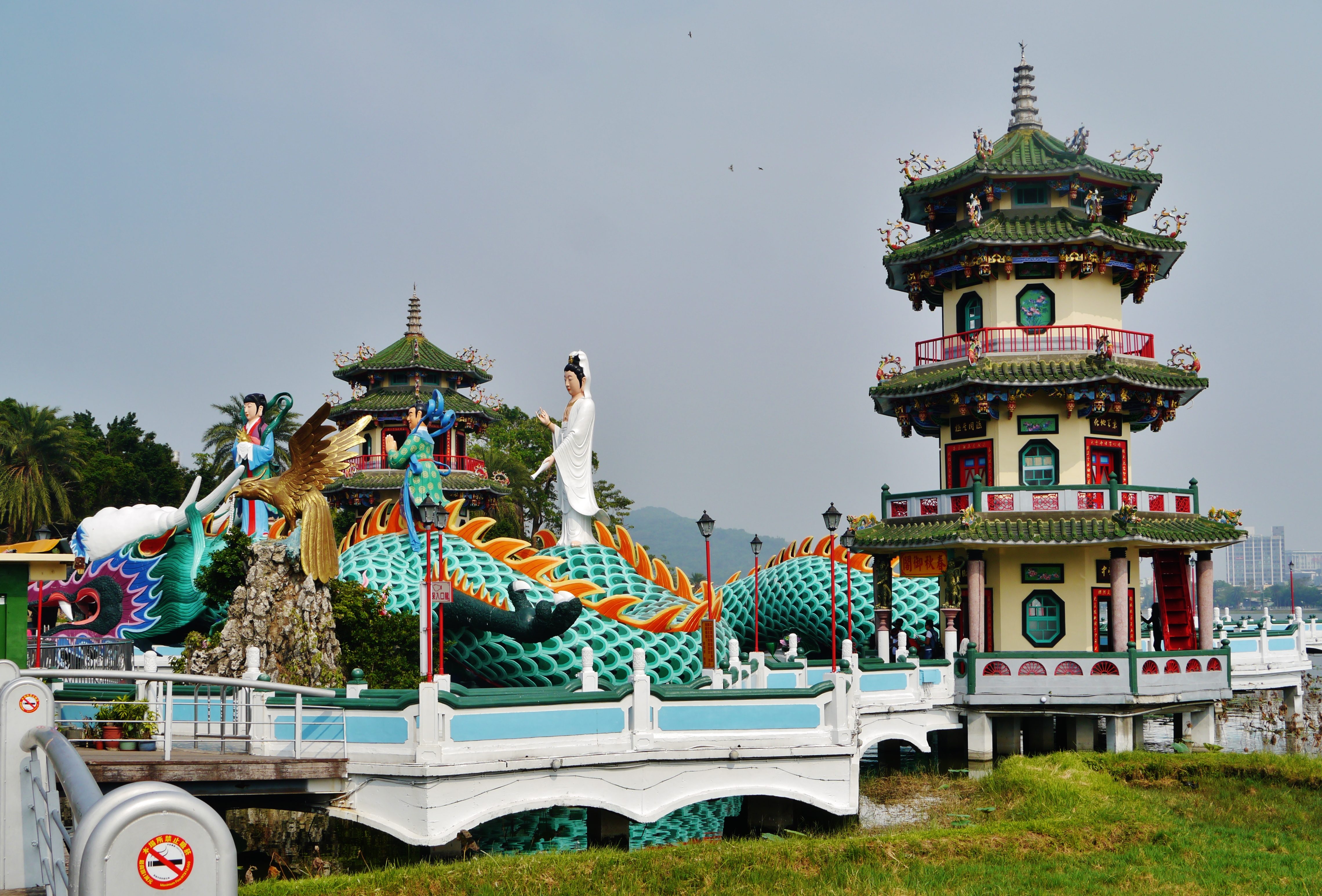
春秋閣

#### 春秋閣
建於民國42年（1953年），為兩座中國宮殿式樓閣，春秋閣名稱取自春閣及秋閣之合稱，各為四層八角，綠瓦黃牆，宛如寶塔，古色古香的塔影倒映水中。各有九曲橋相通，又稱「春秋御閣」，係為紀念武聖關公而建。
春秋閣的前端有一尊騎龍觀音，地方相傳觀音菩薩曾騎龍在雲端現身，指示信徒要依其現身之形態建造聖像在春閣與秋閣之間，故有現在的騎龍觀音聖像。

### 洲仔清水宮
又稱蓮池潭祖師廟，主奉清水祖師，祖師為宋代的泉州安溪縣高僧，亦是安溪縣民的守護神。他求雨祈晴，造橋鋪路，施糧濟葯，度化眾生萬千，有求必應，功德圓滿道果無量。本宮座東朝西，前臨蓮池潭，右擁半屏山，左倚大小龜山頭。集東、西方建築特色合併而成，建構雄偉，氣派莊嚴。

### 左營天府宮
位於高雄市左營區蓮潭路158號。建於明末永曆年間（公元1660年），中壇元帥奉祀在福建省泉州府同安縣，信徒極眾，遍佈全台，香火鼎盛。對信眾所求均能迎刃而解。本宮並提供舒適之食宿服務，深獲香客好評。

### 仙樹三山宮
位於高雄市左營區左營下路240號，位在蓮潭路新孔廟的旁邊，哈囉市場對面。主要是祭祀清代本地守將仙樹爺公，以及潮州府的巾山、明山、獨山三座山神，是英靈信仰與自然山嶽神格人像化。

### 左營店仔頂慈德宮

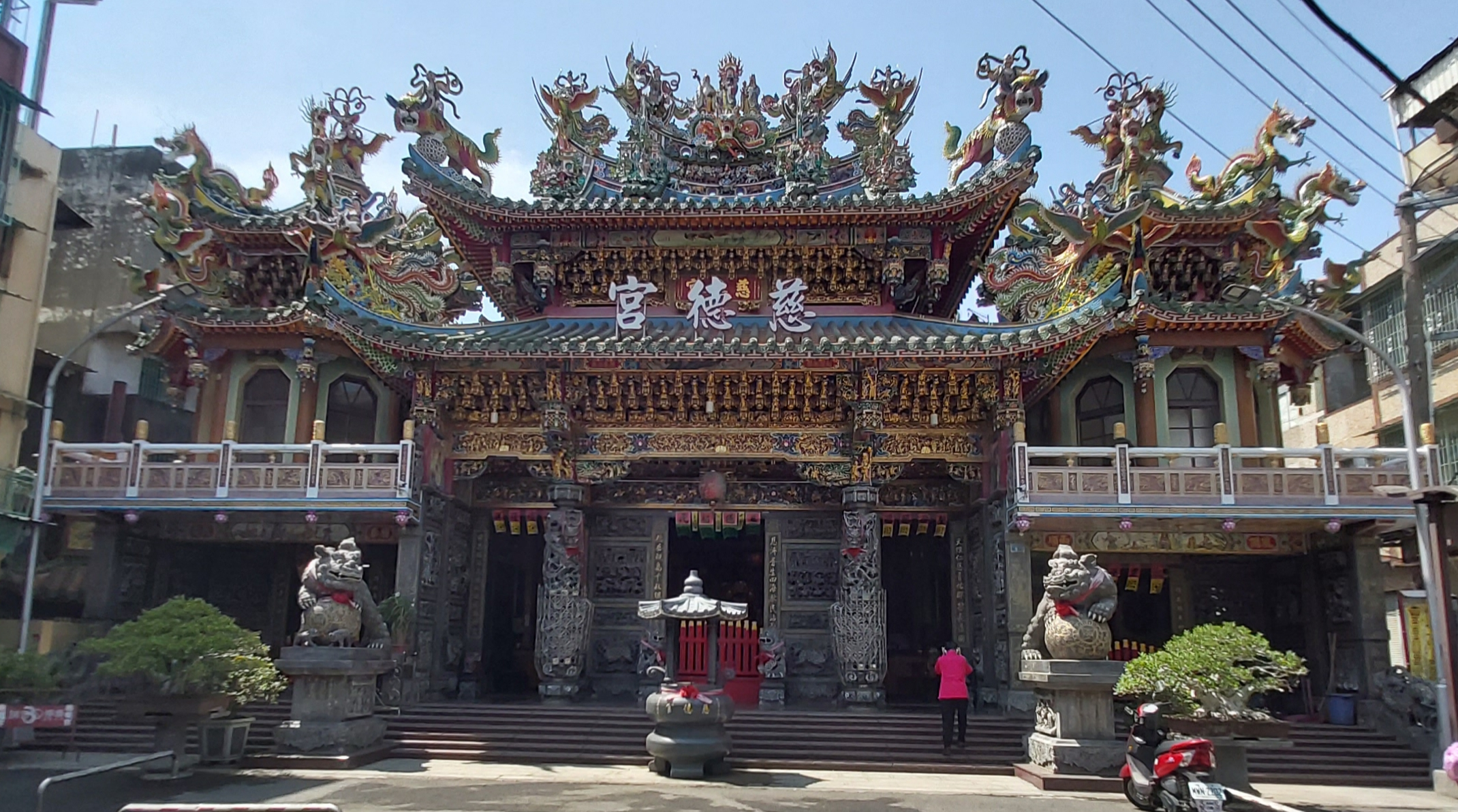
左營店仔頂慈德宮

主祀媽祖及土地公，俗稱店仔頂廟。日治皇民化運動時期政府下令將該廟改設農事事務所，後又改為防衛團支部。戰後該廟才又重新整修，民國62年重建，65年落成。每次廟中神明生日時，都會請歌仔戲團來表演，廟前蓋了一做戲台，非常特別。

### 埤子頭鎮福廟

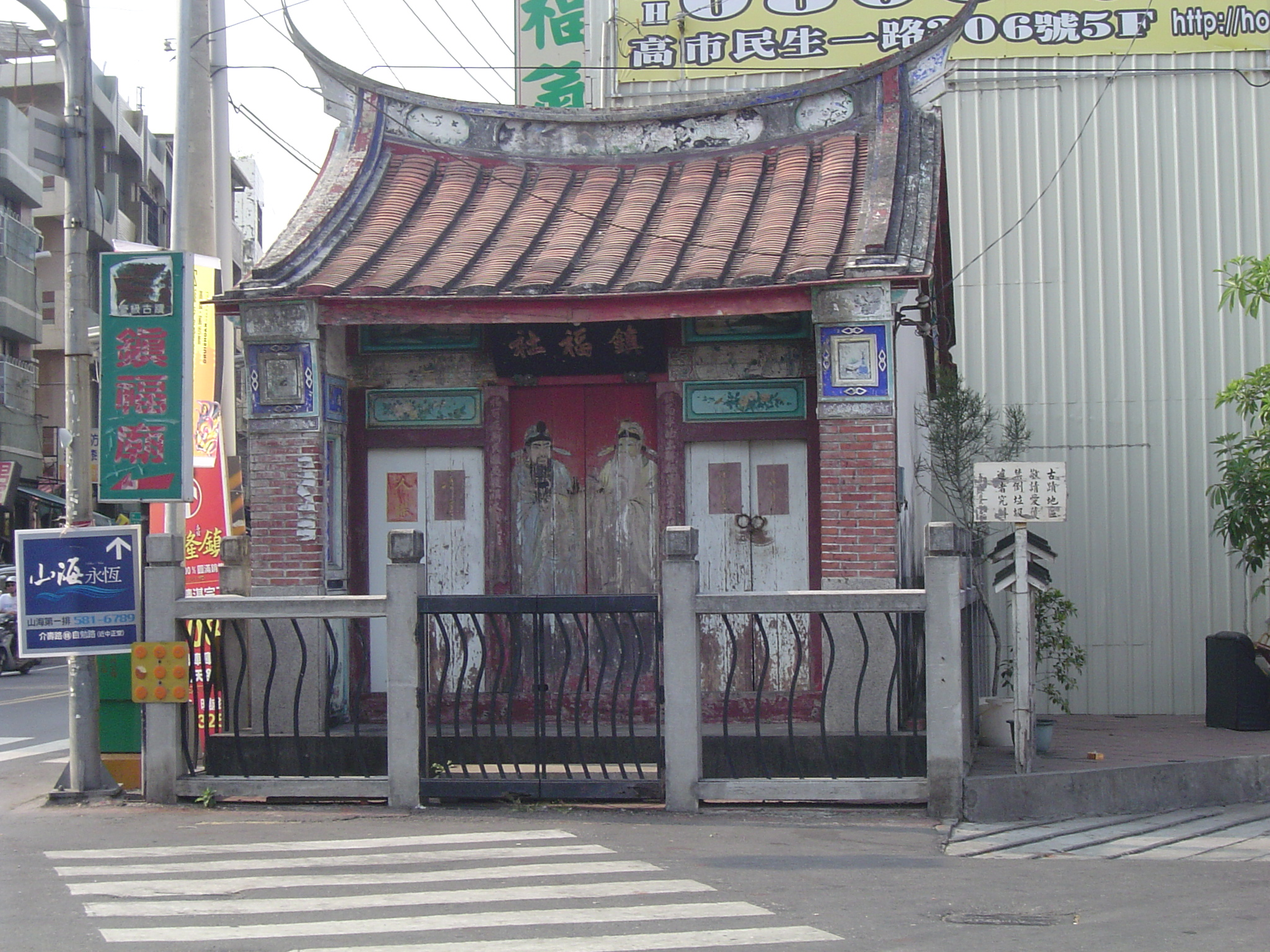
鎮福廟（鎮福社）舊廟

位於高雄市左營區埤西里左營大路6巷81號3樓，建於明末永曆十五年（1661年） ，鎮福廟本稱鎮福社，信徒稱「埤仔頭土地公廟」，主祀福德正神，埤仔頭及北門的守護神，與北門前的拱辰井及舊城並列為國定古蹟。福德正神神靈庇佑家戶平安，五穀豐收，當地先民為慶賀，就農曆八月十五擴大為福德正神祝壽。

## 高雄物產館

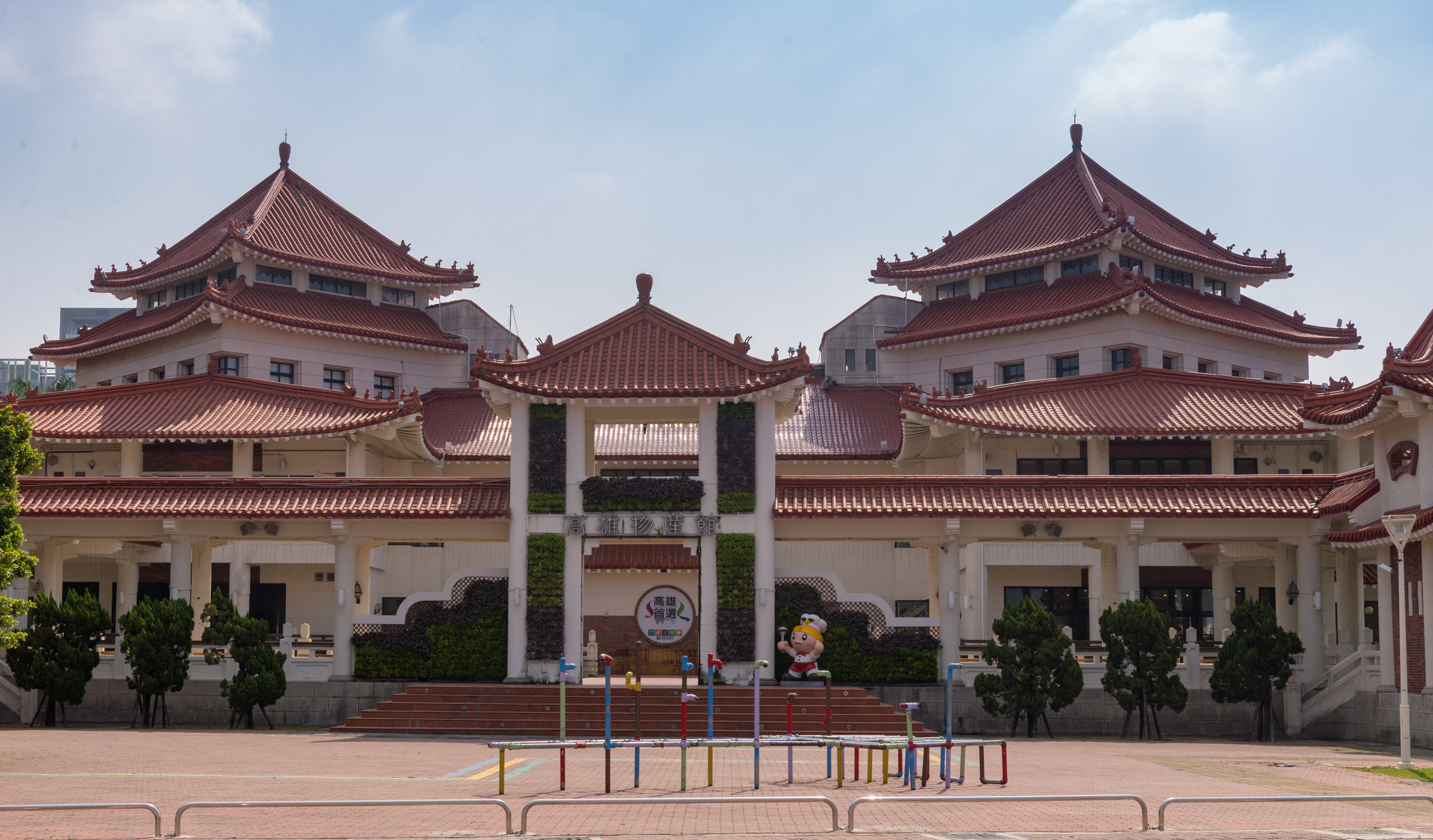
高雄物產館蓮潭旗艦店（原蓮池潭風景區管理所）

高雄物產館蓮潭旗艦店，位於翠華路上，原是蓮池潭風景區管理所，之所以會成立物產館的原因是，因為縣市合併後，市政府為了整合推廣高雄在地優質農產品，把農產品與人文歷史、品質優良、高規格檢測等特色結合，創造出「高雄首選」的品牌價值，透過物產館行銷高雄在地優質農產品及推廣農業政策。
物產館不止有販售區在展售高雄在地農產品以外，也有輕食區供民眾享用美食，餐廳最大的特色就是所使用的食材，大部分都來自於高雄在地，還有故事館，裡面有視聽會議室播放影片，讓民眾觀賞以便獲取農產品的相關資訊，另外還有DIY教室及廚藝教室，DIY教室主要是在教導民眾手工DIY，製造一些簡單的作品，例如斗笠、拼布、肥皂等，而廚藝教室，則是教導民眾用高雄在地食材做出好吃又簡單的美味佳餚。

## 半屏山

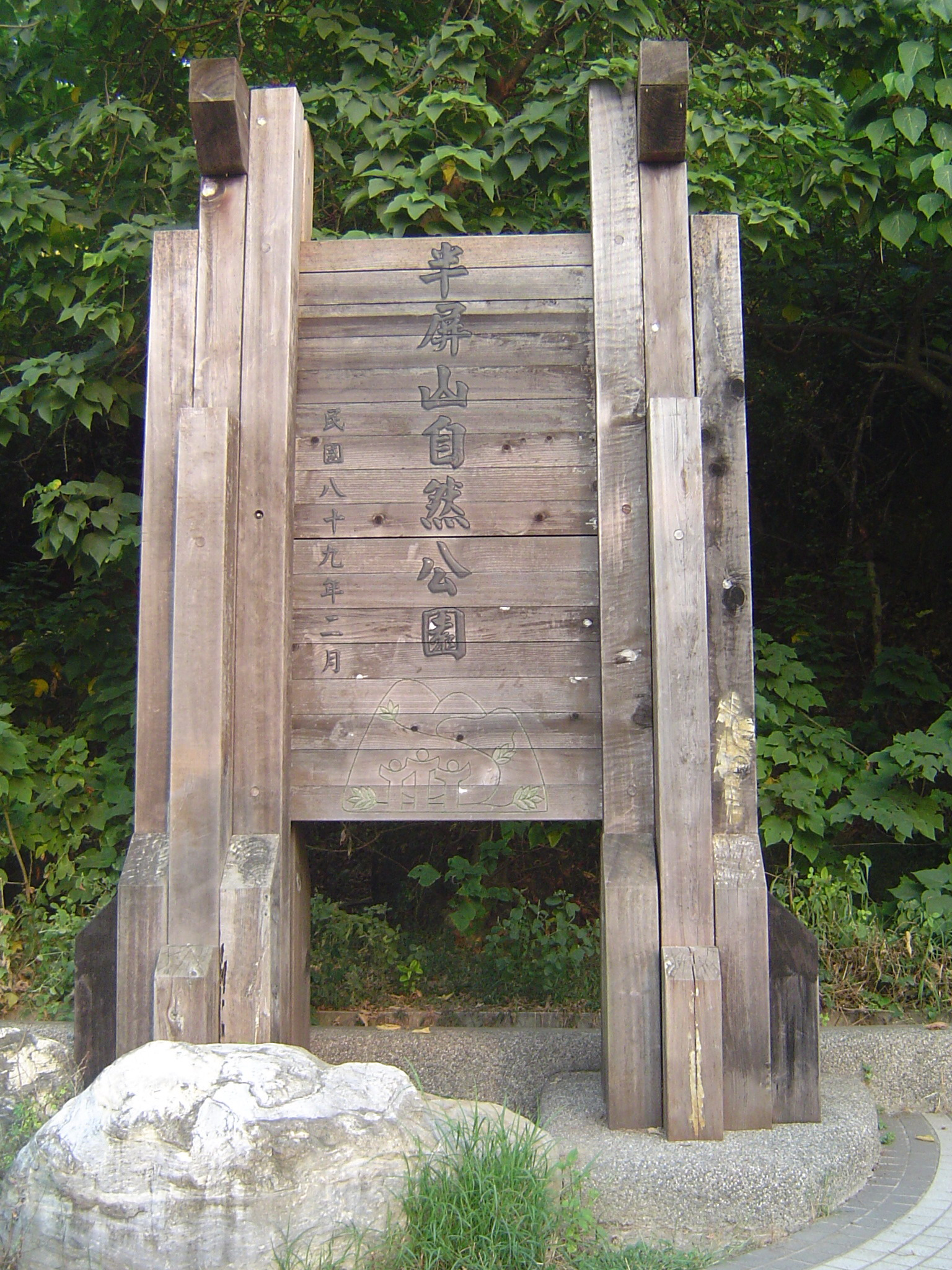
半屏山自然公園入口

半屏山以造型特殊聞名，其奇特的半壁造型，民間也流傳著許多不同的神話故事。其中最有名的一則是昔日有位仙人下凡到左營，想找個「知足不貪」的徒弟，於是仙人便劈下半屏山半壁土石和著蓮池潭的水製成湯圓，並掛上「一枚一文錢，二文任意拿」的招牌。結果所有經過的人，都付兩文錢，爭先恐後的把湯圓成袋裝走。最後有一位年輕人，先用一文錢買了一顆湯圓，吃完後再用拿一文錢買另一顆湯圓，之後仙人便領著這位年輕人，緩緩升天離開。
半屏山在1960年代及1970年代時水泥工業在此大肆開採水泥，供應台灣多數水泥原料的需求，以致鐵公路旁煙塵瀰漫而名噪一時。但近年來已規劃成自然公園，其中更因為化石的大量出土，更成為高雄市小學校外教學的重要場所。出土的化石包括有澎湖古菱齒象、中國劍齒象、猛犸象、諾曼象和中國早坂犀牛、牛科、龜類、臺灣長吻鱷、鹿科、鯨魚、鯊魚、貓科、及魚類等，種類繁多，文化界現正商議在此建立化石館。

## 洲仔濕地公園

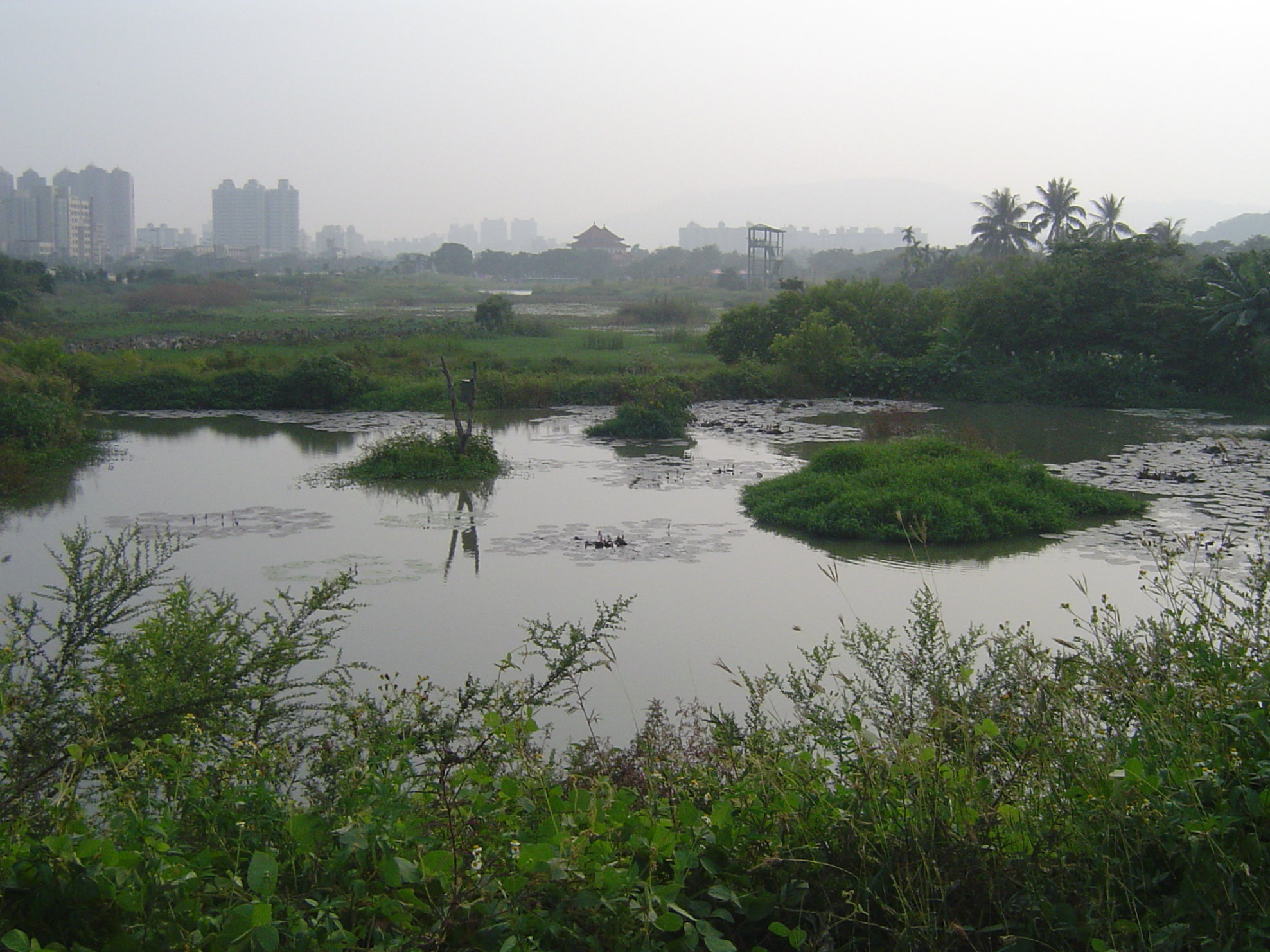
洲仔濕地公園一景

除廟宇之外，蓮池潭在生態保育上另有洲仔濕地公園。洲仔濕地公園位於蓮池潭畔，原為編號「左公一」的公園用地，面積10公頃，2002年底經中華民國濕地保護聯盟向高雄市政府工務局爭取認養經營，在此進行五年的「水雉返鄉計畫」，希望將此地恢復成有菱角、芡實、蓮花等水生浮葉植物的淡水埤塘，成為左營地區的生態種源庫，讓消失多年的水雉重返高雄，園區內均以自然生態方式營造。2003年5月起進行水雉返家行動，為未來成立水生植物公園及解說教育設施進行可行性規劃。2004年底，水雉重新返回高雄左營洲仔濕地。
目前在洲仔濕地已發現有65種以上的鳥類及各種不同的水生植物及蛙類。
- 鳥類：白鷺、紅冠水雞、彩鷸、池鷺、水雉
- 水生植物：香水蓮、菱角、印度莕菜、槐葉蘋、金魚藻、大安水蓑衣、拂尾藻、芡實
- 蛙類：黑眶蟾蜍、貢德氏赤蛙、澤蛙、虎皮蛙

## 自行車道
高雄市在2006年7月底完成愛河中都段到蓮池潭段自行車道系統，其中在左營區利用木棧橋橫跨菱角田，由中都濕地串聯愛河東岸景觀設施，三民1號公園、河堤公園、微笑公園連接至蓮池潭，路線總長度約20.5公里，沿途有豐富林相生態與觀光景點。

## 高雄左營萬年季

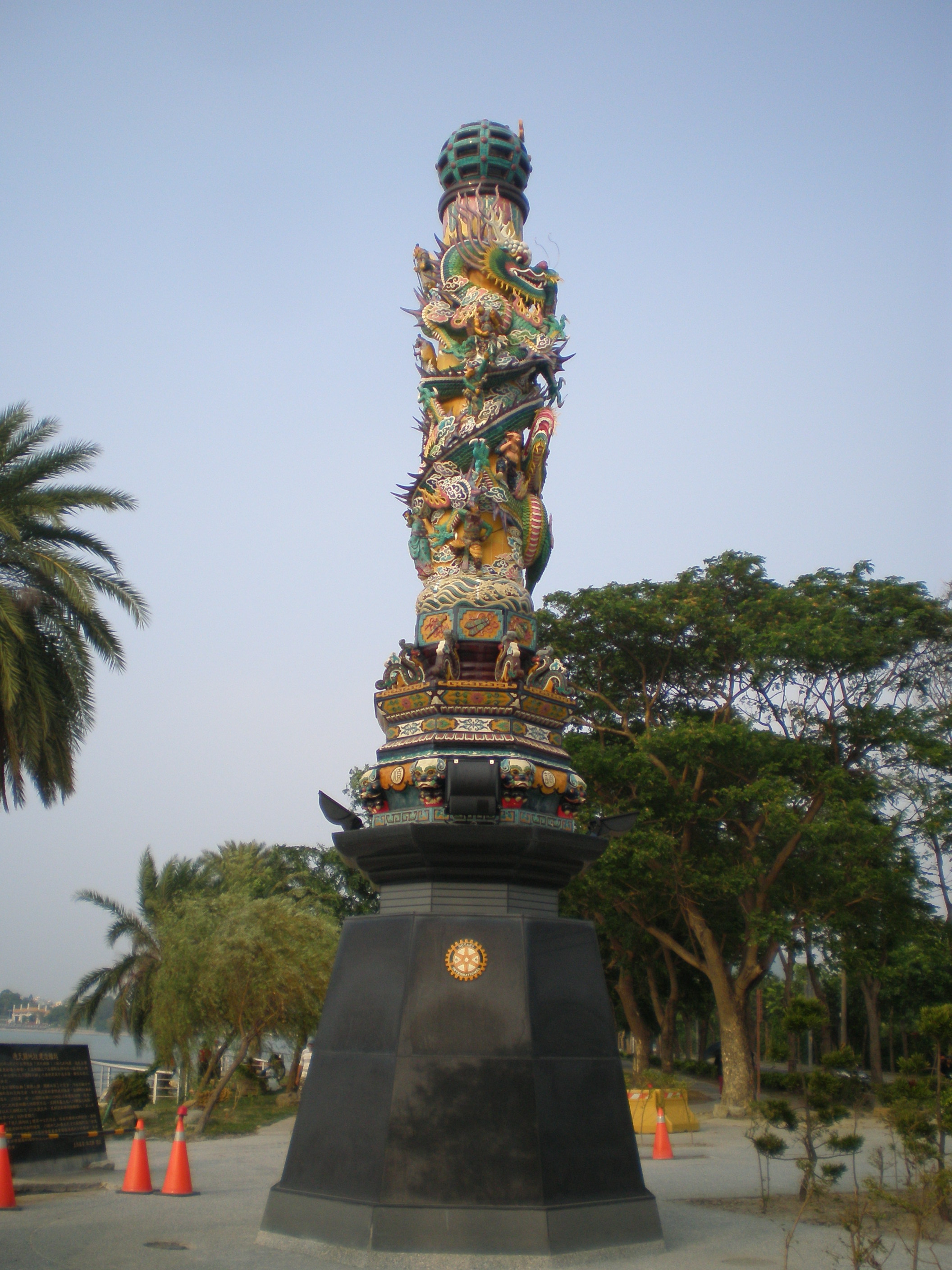
通天鎮地柱，交趾陶藝術家呂勝南和葉國榮的作品，台灣最大尺寸的交趾陶作品。

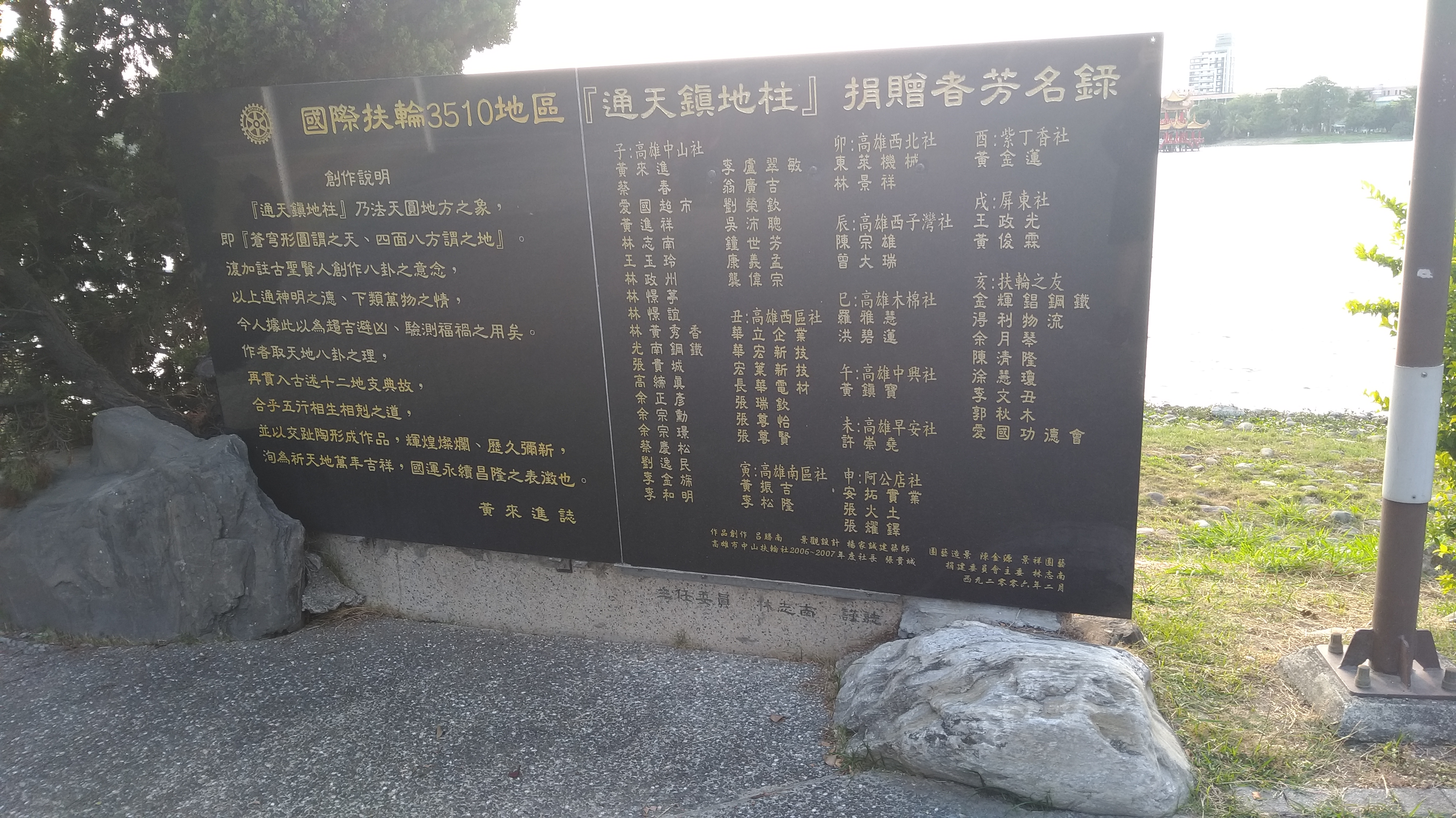
通天鎮地柱捐贈者芳名錄

左營源自明鄭時期所設立的萬年縣，清道光五年復建現今的左營舊城。萬年季的活動原本只是左營當地廟宇的慶典活動，但近年來經地方人士、文史工作者以及宗教界及高雄市政府大力推動之下，目前成為與高雄燈會藝術節並列最能代表高雄市的活動之一。
萬年季通常於秋季在左營蓮池潭舉行，2006年活動主題是「花火萬年‧光雕蓮潭」，萬年季中的重頭戲為「迓火獅」，內容包括「火獅點睛（開光）」、「火獅淨潭（祈福）」、「火獅平安（坐鎮）」、「火獅遶境（出巡）」、「火獅迓迎」、「火獅燒化（升天）」等。

## 相關詩詞
《左營》  作者：鄭愁予

酉時起程的蓬車，將春秋雙塔移入薄暮
季節對訴，以顛跛，以流浪的感觸
這是一段久久的沉寂，星天西移
湖山在腳上東轉，竟牽動黑色的連峰如齒輪
啊，一輪古城垛，被旋為時間的驛站
那時，久久的沉寂之後，心中便孕了
黎明的聲響，因那是一小小的驛站
垂蛛在遊絲上搖著，鐵馬樣的搖著
不知怎的，那時間的弦擺嘎然止住
頃刻，心中便響起了，黎明的悲聲一片

## 蓮潭車站
蓮潭車站是為了陳列退役的古董蒸汽火車而新建的擬真車站，因鄰近蓮池潭而得名，雖然曾有中油側線通過附近，但是該側線為不辦客運也無設站的貨運鐵路，故與本站無任何關係。
本處原存放有CT251（實為CT259）和DT609，是台灣日治時期頗具代表性的兩種蒸汽火車，其中CT251（實為CT259）是配合台灣博覽會與日本同步啟用的最新銳車頭，專門用來牽引急行列車；DT609則是貨運列車主力，輛數達39輛，為貨運用車頭中最多。
不過，由於本處環境與歷史脈絡無連結關係，其價值難以彰顯，而為強化舊高雄驛之歷史氛圍，2011年1月24日將CT251（實為CT259）及DT609型蒸汽火車頭移置舊打狗驛故事館陳列，蓮潭車站則改建為蓮池潭風景區管理站。

## 園內商家

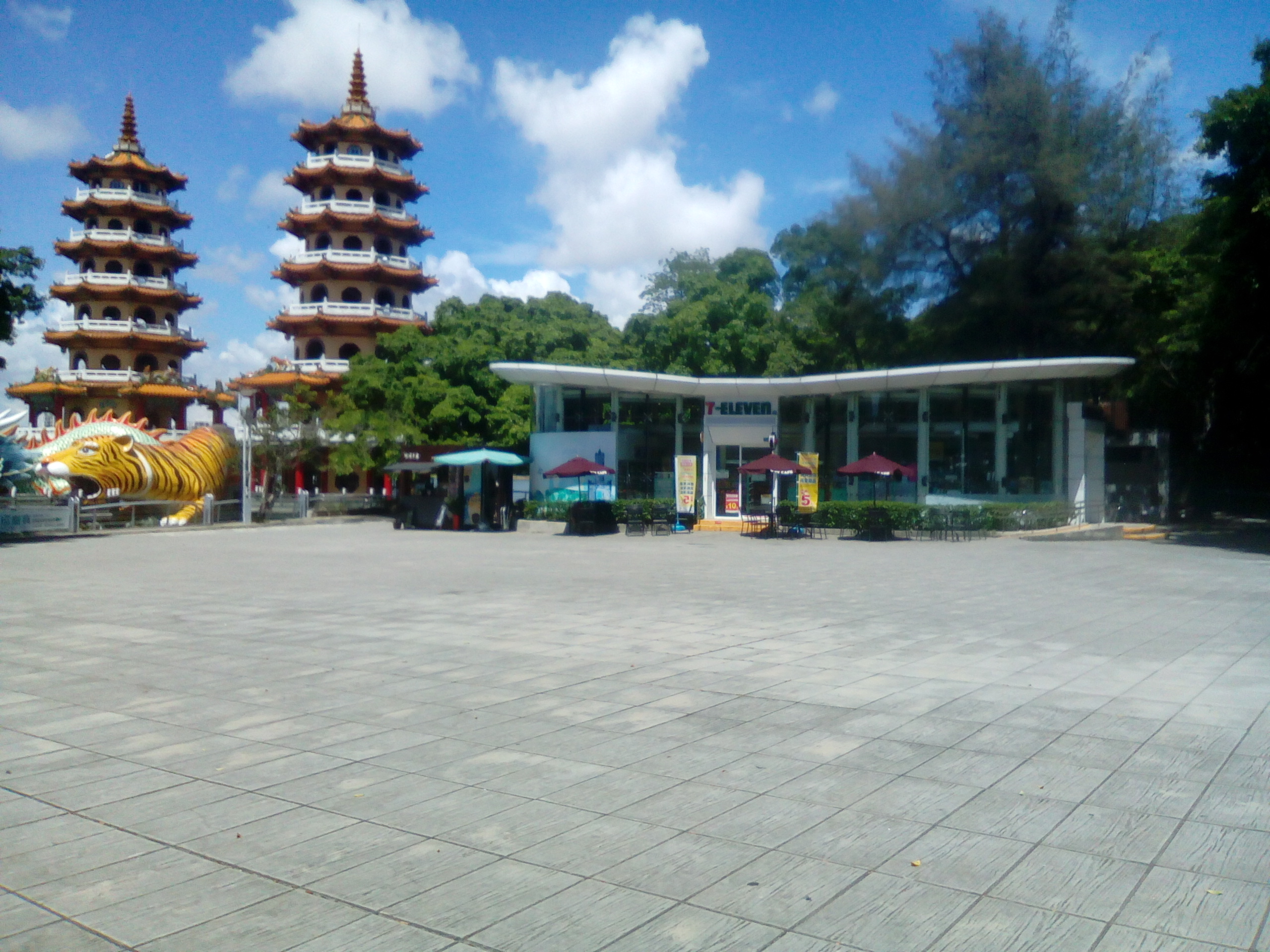
位於蓮池潭龍虎塔旁的7-11

- 7-11 春秋閣門市 （已暫停營業）

## 交通資訊

### 公車
站牌名為《蓮池潭 (勝利路)》、《蓮池潭 (翠華路)》、《物產館蓮潭店》、《崇聖祠》、《孔廟》、《洲仔溼地》
| 編號     | 經營業者   | 區間                         | 備註                                                   |
| -------- | ---------- | ---------------------------- | ------------------------------------------------------ |
| 301      | 南台灣客運 | 加昌站－高雄火車站           | 停靠《蓮池潭 (勝利路)》                                |
| 301 區間 | 南台灣客運 | 臺鐵新左營站－高雄火車站     | 停靠《蓮池潭 (勝利路)》                                |
| 紅35     | 漢程客運   | 金獅湖站－捷運凹子底站       | 停靠《蓮池潭 (勝利路)》、《物產館蓮潭店》              |
| 紅51A    | 南台灣客運 | 臺鐵新左營站－蓮池潭         | 停靠《蓮池潭 (勝利路)》                                |
| 紅51B    | 南台灣客運 | 臺鐵新左營站－捷運生態園區站 | 停靠《蓮池潭 (勝利路)》                                |
| 紅52     | 南台灣客運 | 臺鐵新左營站－中山大學       | 停靠《蓮池潭 (翠華路)》                                |
| 8021     | 高雄客運   | 高客鳳山站－彌陀國小         | 例假日停駛。 停靠《蓮池潭 (勝利路)》、《物產館蓮潭店》 |

### 公共自行車
- 高雄市公共自行車租賃系統：
  - 舊城國小(蓮潭路側)：蓮潭路47號(前人行道)
  - 蓮池潭兒童公園南區停車場：洲仔北街/翠華路口西北側
  - 龍虎塔：勝利路110號(前人行道)
  - 蓮池潭(高雄物產館)：翠華路1435號北側(環潭路上)
  - 蓮潭滑水樂園：新庄仔路46號前人行道
  - 孔營蓮潭路口：孔營路1號(旁人行道)
  - 蓮潭水域運動中心：環潭路101號前